# François de La Porte de Laval
François de La Porte de Laval est un diplomate français né en 1716 et mort en 1771.

## Biographie
Il est membre de la famille de La Porte, l'une des riches et notables familles de Laval qui demeurait au Logis des Eperons adossé aux remparts de Laval. Les armes de la famille : de gueules à 3 merlettes d'argent, 2 et 1.
Il est tout d'abord commis au bureau des Consulats pendant 3 ou 4 ans, avant de devenir écrivain ordinaire des Galères.

### Consul
Il est nommé par brevet du 5 avril 1753 chancelier assurant les fonctions de vice-consul à Candie, puis le 26 décembre 1745 chancelier au Caire. Il est nommé le 14 décembre 1750 vice-consul de Rosette. Il en assure les fonctions d'avril 1751 à septembre 1752. Il est nommé ensuite consul à Alexandrie, poste qu'il ne semble pas avaoir occupé. Il prend les eaux à Laval en septembre 1753.
Négociant blanchisseur, marié à Catherine-Geneviève Gaultier de Vaucenay le 19 avril 1757 à la Trinité de Laval, demeurant au Dôme. Il est membre de la Société du Jardin Berset en 1765. Il envoie en 1770 un mémoire à M. Devoglie en faveur de la construction d'un nouveau pont à Laval.
Il est mort en 1771.
Il est enterré dans l'église Saint-Vénérand de Laval. Une dalle funéraire indique CY GIT LE CORPS DE DEFFUNCT MONSIEUR FRANCOIS DE LAPORTE ANCIEN CONSUL DU ROY EN EGYPTE... NEGOTIANT BLANCHISSEUR... DECEDE LE DOUZE JUIN MILLE SEPT CENT SOIXANTE ONZE.. Les armoiries surmontant l'inscription sont deux blasons ovales sont accolés dans un lambrequin de fantaisie, timbrés de comte, le tout dans un encadrement ovale en perlettes. L'un des blasons est de gueules aux trois oiseaux (?) deux en chef un en pointe, l'autre est d'argent (?) au lion rampant. Un long espace est ménagé, qui devait recevoir l'inscription funéraire de Catherine Gaultier de Vaucenay, femme du défunt, mais qui n'a pas été rempli. Dans le bas, se lit la formule : Requiescant in pace.